# Stadspark (Aarschot)

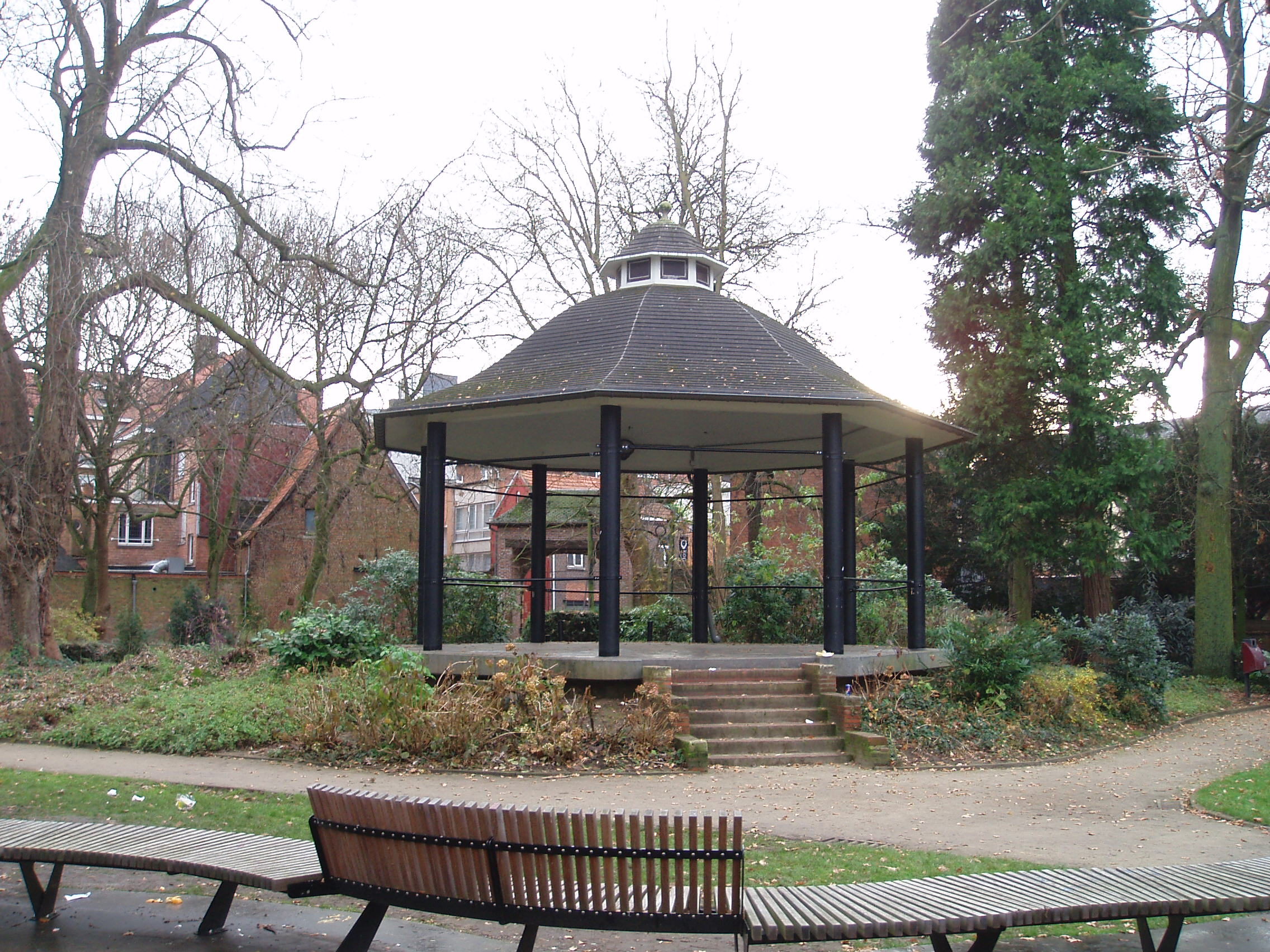
Kiosk

Het Stadspark is een park in de Vlaams-Brabantse stad Aarschot, gelegen aan de Capucienenstraat en het Stadspark.
Het stadspark is ontstaan door samenvoeging van de tuinen van het Kapucijnenklooster en het Drossaerde, wat het kasteel was van de heren van Aarschot. Beide gebouwen verdwenen grotendeels. Het terrein, dat langs de Demer was gelegen, werd in de 19e eeuw een particuliere tuin. In 1890 werd een meander van de Demer afgesneden. In de jaren '50 van de 20e eeuw werd deze meander gedempt.
Omstreeks 1920 werd het stadspark gesticht. In 1940 werd een kiosk opgericht.